# Chorągiew Kujawsko-Pomorska ZHP
Chorągiew Kujawsko-Pomorska ZHP – jednostka terenowa Związku Harcerstwa Polskiego, obejmująca województwo kujawsko-pomorskie oraz powiat chojnicki w województwie pomorskim i powiat nowomiejski w województwie warmińsko-mazurskim.
Bohaterem chorągwi jest Mikołaj Kopernik.
W skład chorągwi wchodzi 21 hufców:
1. Hufiec Aleksandrów Kujawski im. Ziemi Kujawskiej
2. Hufiec Brodnica im. Ziemi Michałowskiej
3. Hufiec Bydgoszcz-Miasto im. Bydgoskich Bojowników o Wolność i Postęp Społeczny
4. Hufiec Chełmża im. Antoniego Depczyńskiego
5. Hufiec Chojnice
6. Hufiec Golub-Dobrzyń im. Fryderyka Chopina
7. Hufiec Grudziądz im. Roty Grudziądzkiej
8. Hufiec Inowrocław im. Aleksandra Kamińskiego
9. Hufiec Koronowo
10. Hufiec Mogilno im. Jana Kilińskiego
11. Hufiec Nakło im. Powstańców Wielkopolskich
12. Hufiec Nowe Miasto Lubawskie im. Bohaterów Września 1939 r.
13. Hufiec Rypin
14. Hufiec Pałuki
15. Hufiec Solec Kujawski
16. Hufiec Świecie-Powiat
17. Hufiec Toruń im. Mikołaja Kopernika
18. Hufiec Tuchola im. Bohaterów Walk o Wolność Ziemi Tucholskiej
19. Hufiec Włocławek
20. Hufiec Powiatu Włocławskiego z siedzibą w Choceniu

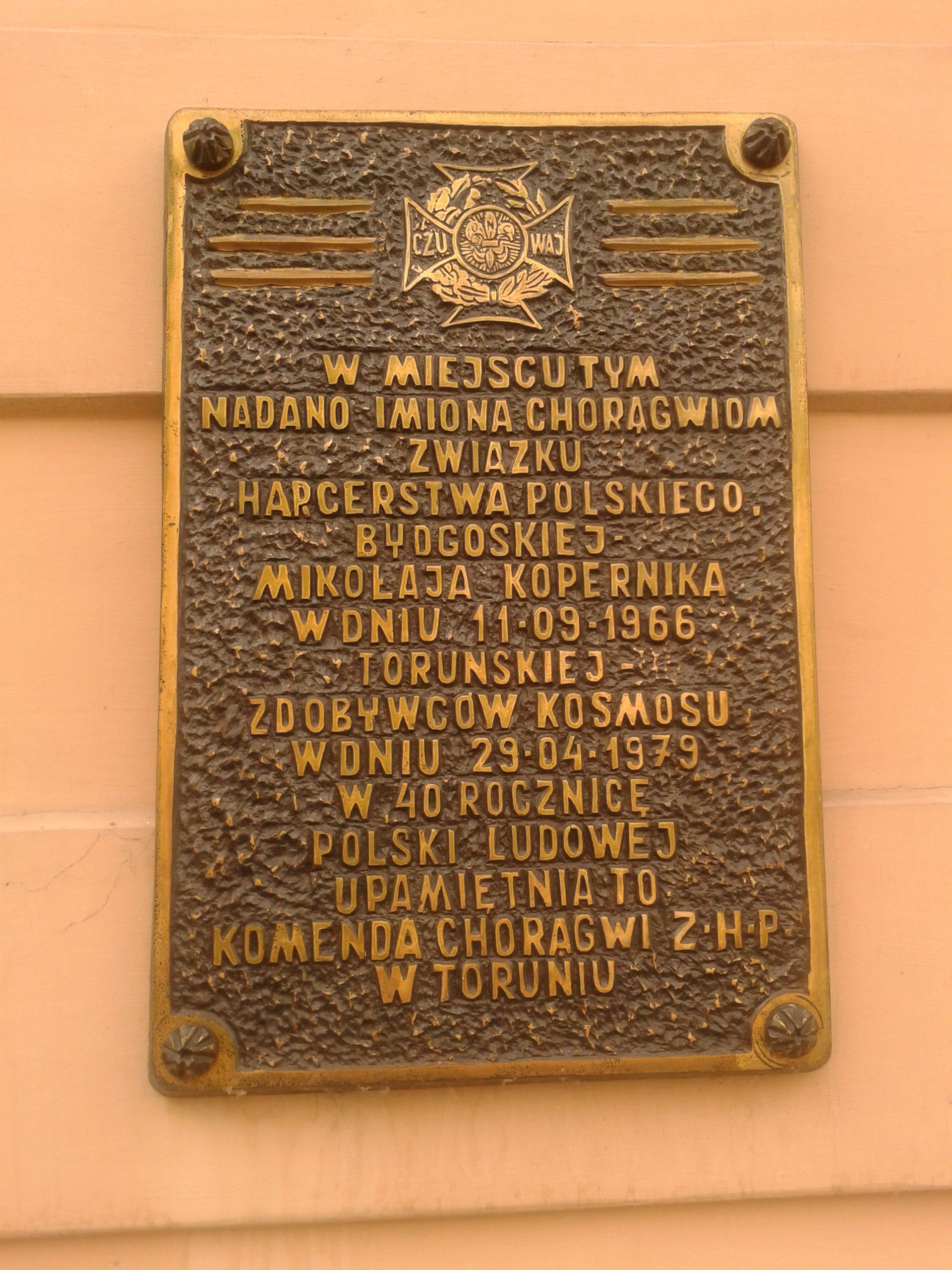
Tablica pamiątkowa na Domu Harcerza w Toruniu

## Historia
Działalność harcerstwa na obszarze Chorągwi Bydgoskiej rozpoczęła się w 1911, kiedy powstała 1 Drużyna Skautowa w Chojnicach, założona przez Stefana Łukowicza. Jeszcze przed odzyskaniem przez Polskę niepodległości w 1918 działały drużyny w Strzelnie (założona w 1912), Nakle (1913), Inowrocławiu (1914), Pakości i Barcinie (1916), Janowcu i Mogilnie (1917). Pierwszy hufiec na tych terenach, pod nazwą „Rada Drużynowych” powstał w Inowrocławiu w 1919. W 1920 powołano w Bydgoszczy Komendę Okręgu Harcerstwa.
W okresie międzywojennym tereny obecnej Chorągwi Bydgoskiej należały do męskich i żeńskich chorągwi: Pomorskiej z siedzibą w Toruniu oraz Wielkopolskiej z siedzibą w Poznaniu. Pierwsza komenda chorągwi w Bydgoszczy powstała 11 kwietnia 1945.
Chorągiew Bydgoska ZHP otrzymała imię Mikołaja Kopernika na uroczystym posiedzeniu Prezydium Wojewódzkiej Rady Narodowej w Toruniu 10 września 1966. Następnego dnia odbył się zlot, kończący kampanię programową „Mikołaj Kopernik”.
Harcerze chorągwi podejmowali inicjatywy służby dla regionu (m.in. kampania „Harcerska ofensywa ku przyszłości”, działalność na rzecz budowy Leśnego Parku Kultury i Wypoczynku „Myślęcinek-40”), organizowali imprezy kulturalne, m.in. przeglądy piosenki harcerskiej w Żninie. Chorągiew od 1962 organizowała Bydgoską Akcję Nauki Języków Obcych (BANJO), w ramach której odbywały się m.in. międzynarodowe letnie obozy lingwistyczne w Funce nad Jeziorem Charzykowskim i seminaria lingwistyczne. Również w Funce powstał ośrodek żeglarski i chorągwiana szkoła instruktorska – obecnie mieszczą się tam Harcerski Ośrodek Wodny i Harcerskie Centrum Edukacji Ekologicznej.
W 1975 z części jednostek Chorągwi Bydgoskiej i Warmińsko-Mazurskiej utworzono Chorągiew Toruńską, która w 1979 przyjęła imię Zdobywców Kosmosu. W 1976 Chorągiew Toruńska liczyła 36 tys. członków w 49 hufcach, w 1984 – 41 tys. członków w 13 hufcach.
W Bydgoszczy, w Kinoteatrze Klubu Pomorskiego Okręgu Wojskowego przy ul. Dwernickiego dwukrotnie odbywały się zjazdy Związku Harcerstwa Polskiego: XXVIII Zjazd ZHP w 1990 oraz XXXV Zjazd ZHP w 2007.
Chorągiew Bydgoska została odznaczona m.in. medalem Komisji Edukacji Narodowej, medalem „Za Zasługi dla Pomorskiego Okręgu Wojskowego”, honorową odznaką „Za Zasługi dla Rozwoju Województwa Bydgoskiego”, medalem „Za Zasługi dla Pożarnictwa” oraz Odznaką 50-lecia PCK.